# Выборгский 85-й пехотный полк
85-й пехотный Выборгский Его Императорского Королевского Величества Императора Германского Короля Прусского Вильгельма II полк,
 с 26.07.1914 — 85-й пехотный Выборгский полк — пехотная воинская часть (пехотный полк) Русской императорской армии.
Сформирован летом 1700 года князем И. Ю. Трубецким в Новгороде из вольницы и даточных людей Новгородского разряда (генеральского полка), изначально солдатский (наёмный) полк имел 8-ми ротный состав (около 800 человек).
Старшинство: 25 июля 1700 года. Полковой праздник: 26 июня. Дислокация: Новгород (на февраль 1913 года).

## История
- 1700 — в Новгороде сформирован солдатский Ивана Кулома полк. Под Нарвой полк Ивана Кулома понёс серьезные потери, оказавшись на острие атаки шведов.
- 25 июля 1701 — солдатский Инглиса полк, из остатков двух солдатских (наёмных) полков, полковников Кулома и Брюса[1].
- 1710 — полк выделил гренадерскую роту на сформирование 2-го гренадерского полка.
- 1712 — за отличие под стенами Выборга поименован Выборгским пехотным полком.
- В 1714 году полк нёс гарнизонную службу в Кексгольме.
- 27 февраля 1727 — поименован 2-м Калужским пехотным полком.
- Декабрь 1727 — наименован Выборгским пехотным полком.
- 30 марта 1756 — выделил гренадерскую роту на сформирование 3-го гренадерского полка.
- 25 апреля 1762 — пехотный генерал-поручика Пальменбаха полк.
- 5 июля 1762 — наименован Выборгским пехотным полком.
- 29 ноября 1796 — Выборгский мушкетёрский полк.
- 1798 — мушкетёрский генерал-майора Эссена 3-го полк.
- 1800 — мушкетёрский генерал-майора Ганжи 1-го полк.
- 1801 — Выборгский мушкетёрский полк.
- 29 декабря 1802 — находясь в крепости Корфу, выделил гренадерскую роту на сформирование Куринского мушкетерского полка.
- 1811 — Выборгский пехотный полк.
- 28 января 1833 — присоединен 1-й батальон и половина 3-го батальона 45-го егерского полка.
- 3 июля 1835 — переформирован в Финляндские линейные № 9-й и № 12-й батальоны (серебряные трубы за Берлин переданы 9-му, а знамя — 12-му).
- 1853—1856 — 9-й и 12-й Финляндские линейные батальоны развернуты в Финляндские линейные батальоны № 15-й, № 16-й, № 21-й и № 22-й.
- 24 сентября 1856 — 15-й, 16-й, 21-й и 22-й батальоны сведены в Финляндские линейные батальоны № 7-й и № 10-й.
- 18 июня 1863 — из 7-го и 10-го Финляндских линейных батальонов вновь сформирован Выборгский пехотный полк, которому присвоены отличия как прежнего полка этого наименования, так и бывшего 45-го егерского.
- 25 марта 1864 — 85-й пехотный Выборгский полк.
- 4 апреля 1865 — 85-й пехотный Выборгский генерал-адъютанта графа Адлерберга 1-го полк.
- 10 марта 1884 — 85-й пехотный Выборгский полк.
- 6 мая 1884 — 85-й пехотный Выборгский Его Королевского Высочества Принца Вильгельма Прусского полк.
- 27 февраля 1888 — 85-й пехотный Выборгский Его Императорского Королевского Высочества Наследного Принца Германского и Прусского полк.
- 6 августа 1888 — 85-й пехотный Выборгский Его Императорского Королевского Величества Императора Германского Короля Прусского Вильгельма II полк.
- 18 июля 1914 — полковым приказом за № 211, была выделена группа офицеров, направленных на формирование 265-го Вышневолоцкого пехотного полка, 2 очереди.
- 26 июля 1914 — 85-й пехотный Выборгский полк.
- Полк — активный участник Первой мировой войны, в частности, Нарочской операции 1916 г.[2]

## Шефы
Шефы или почётные командиры:

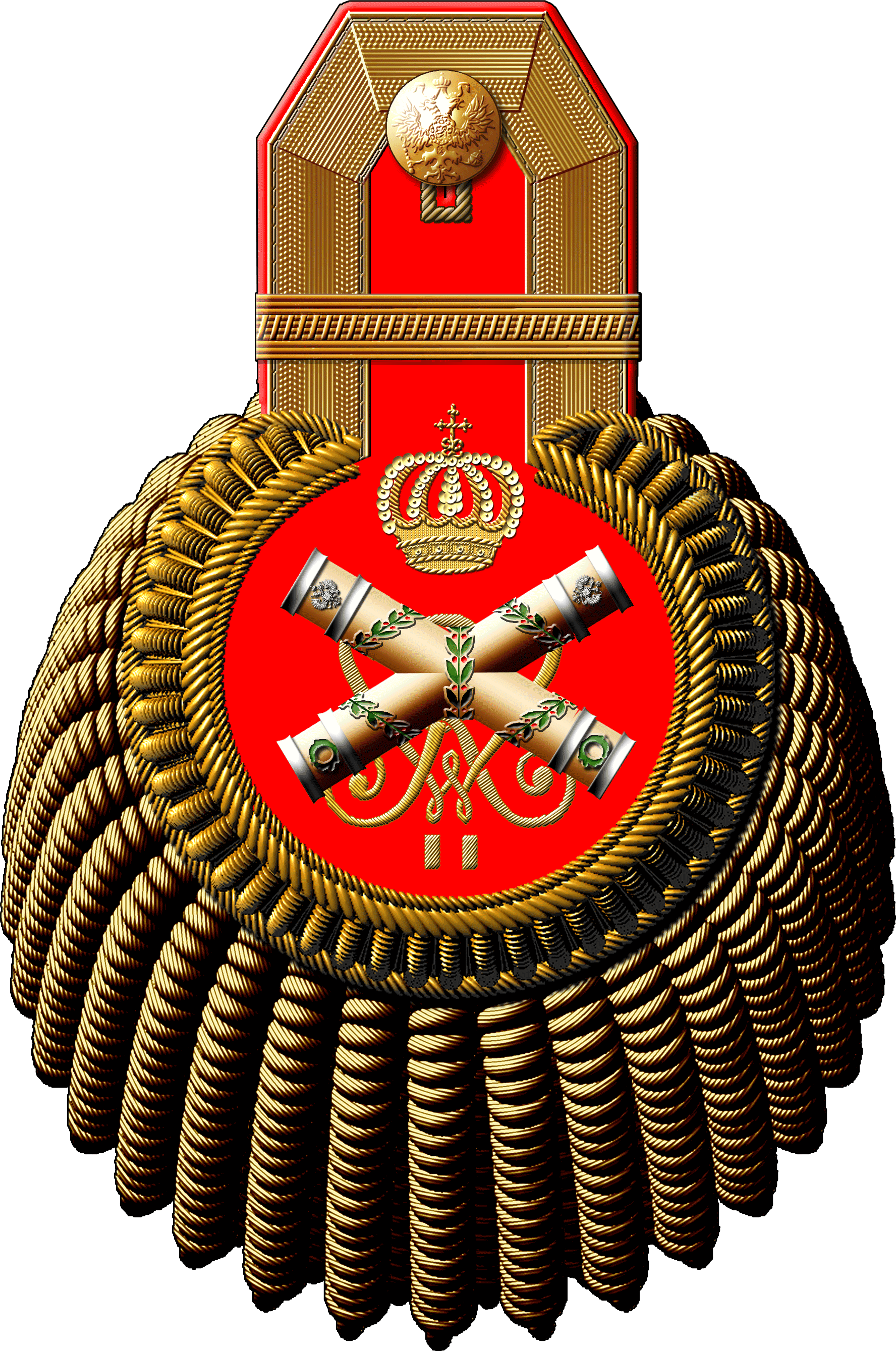
Эполет Генерал-фельдмаршала 85 пехотного Выборгского Его Императорского Величества Императора Германского Короля Прусского Вильгельма II полка

- 25.04.1762 — 05.07.1762 — генерал-поручик фон Пальменбах, Иван Иванович
- 28.06.1796 — 01.10.1797 — генерал-майор Вейраух, Яков Иванович
- 01.10.1797 — 30.11.1798 — генерал-майор Талызин, Степан Александрович
- 30.11.1798 — 18.08.1800 — генерал-майор Эссен, Пётр Кириллович 3-й
- 18.08.1800 — 31.03.1801 — генерал-майор Гянжа, Пётр Иосифович 1-й
- 12.11.1801 — 26.06.1810 — генерал-майор Олсуфьев, Захар Дмитриевич
- 19.11.1810 — 01.12.1814 — полковник Кутузов, Иван Степанович (умер от ран, полученных под Лейпцигом)
- 08.08.1813 — 02.09.1814 — полковник Кузиков, Николай Семеонович (временно за болезнью генерал-майора И. С. Кутузова)
- 04.04.1865 — 10.03.1884 — генерал-адъютант граф Адлерберг, Владимир Фёдорович 1-й (Эдуард) .
- 06.05.1884 — 01.08.1914 — Его Королевское Высочество Принц Вильгельм Прусский (с 27.02.1888 — Его Королевское Высочество Наследный Принц Германский и Прусский Вильгельм, с 06.06.1888 — Его Императорское Королевское Величество Император Германский Король Прусский Вильгельм II (германский император)[3])

## Командиры
- 25.07.1700 — 19.11.1700 — полковник Кулом, (Кулум) Иван
- 19.11.1700 — 1701 — полковник Брюс Роман (временно после Нарвы)
- 1701—1708 — полковник Инглис, Андрей Юрьевич
- 1708—1713 — подполковник Балабанов, Савва
- 1713—1719 — полковник Шток, Логин Логинович
- 25.10.1719 — 1726 — полковник Шипов, Никита Михайлович
- 1726—1729 — полковник Дебрилли, Андрей
- 1729 — полковник фон Феникбир
- 1737 — полковник Генрих фон Братке (состоял во время взятия Очакова)
- 21.09.1742 — 15.12.1746 — полковник Воейков
- 01.12.1747 — 1756 — полковник Пальменбах, Густав Мориц
- 1756—1758 — полковник Ломен
- 16.06.1758 — 1762 — полковник фон Пеутлинг, Александр Александрович
- 1762—1765 — полковник Банер
- 1765—1774 — полковник Думашев
- 1774—1779 — полковник Белавин
- 1779—1789 — полковник Штром
- 1789—1793 — полковник фон Адлерберг, Фёдор Яковлевич
- 01.01.1793 — 01.09.1797 — полковник фон Толь, Карл Фёдорович
- 01.09.1797 — 07.10.1797 — подполковник (с 28.09.1797 полковник) Краммер
- 12.07.1798 — 20.08.1798 — полковник фон Миллер, Карл Карлович
- 22.09.1798 — 22.01.1800 — подполковник (с 25.10.1798 полковник) Юрасов, Максим Яковлевич
- 19.04.1800 — 02.08.1800 — полковник Логвенов, Евсей Михайлович
- 22.10.1800 — 24.01.1803 — майор (с 01.01.1801 подполковник) Торкель, Самуил Карлович
- 27.03.1803 — 21.01.1809 — подполковник (с 23.04.1806 полковник) Пиллар, Егор Максимович
- 21.07.1809 — 24.08.1811 — подполковник (с 13.04.1811 полковник) Емельянов, Николай Филиппович
- 24.08.1811 — 21.02.1816 — подполковник Кузиков, Николай Семёнович
- 21.02.1816 — 30.08.1824 — полковник Крафстрем, Евстафий Борисович
- 24.10.1824 — 22.08.1829 — полковник Эттер, Павел Васильевич
- 30.08.1829 — 19.12.1829[4] — командующий подполковник Розенштейн, Фёдор Егорович
- 01.01.1830 — 27.02.1831 — полковник Гротенгельм, Александр Максимович
- 21.04.1831 — 28.10.1835 — подполковник (с 15.12.1834 полковник) барон Бойе, Отто Венедиктович
- 13.07.1863 — 23.02.1871 — подполковник (с 03.11.1864 полковник) Хестеско, Карл Фёдорович
- 23.02.1871 — 01.01.1878 — флигель-адъютант полковник Фуллон, Фёдор Александрович
- 07.01.1878 — 15.04.1881 — полковник Корсаков, Дмитрий Николаевич
- 15.04.1881 — 21.10.1887 — полковник Бармин, Александр Савельевич
- 03.11.1887 — 21.09.1892 — полковник Церпицкий, Константин Викентьевич
- 25.09.1892 — 29.03.1897 — полковник Бертельс, Остап Андреевич
- 13.04.1897 — 20.09.1901 — полковник фон Беккер, Альфред Васильевич
- 28.11.1901 — 02.05.1904 — полковник барон фон дер Бринкен, Александр Фридрихович
- 18.05.1904 — 09.03.1905 — полковник Зайончковский, Андрей Медардович
- 25.04.1905 — 17.04.1906 — полковник Славочинский, Адам Иванович
- 17.04.1906 — 13.01.1911 — полковник Божерянов, Александр Васильевич
- 19.01.1911 — 08.03.1913 — полковник Леонтьев, Максим Николаевич
- 08.03.1913 — 02.10.1915 — полковник фон Фрейман, Карл Владимирович
- 25.10.1915 — 01.02.1917 — полковник Шуберский, Александр Николаевич
- 04.03.1917 — 19.09.1917 — полковник Николаев, Павел Николаевич
- 11.10.1917 — хх.хх.хххх — полковник Боровков, Иван Алексеевич

## Боевые походы
- 1700—1721 — участвовал в Северной войне:
  - 1700 — осада крепости Нарва.
  - 1 мая 1703 — осада и взятие крепости Ниеншанц.
  - 9 августа 1704 — осада и взятие крепости Нарва.
  - 27 июня 1709 — Полтавская битва.
  - 9 июня 1710 — осада и взятие крепости Выборг.
  - 11 мая 1713 — посажен на галеры и участвовал во взятии Гельсингфорса.
- 1721—1723 — участвовал в Персидском походе:
  - 23 августа 1722 — 1-й батальон под командованием полкового командира полковника Шипова отличился при взятии Дербента.
- 1736—1738 — участвовал в русско-турецкой войне:
  - 16 июля 1736 — взял приступом ретраншемент крепости Азов, чем способствовал её падению.
- 1756—1761 — участвовал в Семилетней войне:
  - сражение при Гросс-Егерсдорфе
  - взятие Франкфурта-на-Одере
  - сражение при Кунерсдорфе
  - взятие Берлина.
- 1768—1774 — участвовал в русско-турецкой войне:
  - сражение при Ларге
  - сражение при Кагуле.
  - 19 июля 1774 — в сражении под Тульчей 2 роты под командованием капитанов Карабчевского и Тахташева посажены на лодки и захватили 4 турецких корабля.
- 1799 — в составе корпуса Римского-Корсакова участвовал в Итальянском и Швейцарском походах А. В. Суворова:
  - отличился в сражении при Цюрихе.
- 1805—1807 — участвовал в русско-французских войнах:
  - 1805 — участвовал в сражении при Аустерлице, действуя на левом фланге армии, взял приступом Тельниц, а при отступлении прикрывал переходящие через Сачанское озеро войска левого крыла.
  - 1806 — участвовал в сражении при Прейсиш-Эйлау: шел во главе корпуса Лестока и взял у французов 3 орудия.
- 1806—1812 — участвовал в русско-турецкой войне:
  - 22 июля 1810 — участвовал в штурме Рущука.
  - 22 июня 1811 — участвовал в штурме Рущука по командованием полковника Кутузова.
- 1812 — участвовал в Отечественной войне.
- 1813—1814 — участвовал в заграничных походах:
  - 6 — 7 октября 1813 — участвовал в сражении при Лейпциге: 6 октября 1-й батальон под командованием полковника Кутузова совместно с батальонами Смоленского полка взял приступом с. Гольфгаузен, где захватил 2 орудия и весь день отражал атаки французской кавалерии ген. Себастиана. 7 октября ворвался в форштадт Лейпцига и захватил в плен баварский полк.
  - 10 марта 1814 — участвовал в сражении при Витри-ле-Франсуа, где отражал атаки войск маршала Нея.
  - 19 марта 1814 — участвовал во взятии Парижа, где первый занял его предместье Сен-Лазар.
- 1853—1856 — с началом Крымской войны 15-й, 16-й, 21-й и 22-й батальоны находились в финских шхерах и не принимали активного участия в боевых действиях.
- 1904—1905 — участвовал в русско-японской войне:
  - 17 августа 1904 — по прибытии в Ляоян сразу из вагонов поезда был выдвинут на ляоянские позиции.
  - Сражение на реке Шахе
  - Мукденское сражение
  - оборона Тунлинского перевала.
- Июль 1915 — полк занимал позиции на окраине г. Евдабно, Восточная Пруссия.

## Знаки отличия
- Полковое знамя Георгиевское с надписями: «За отличие в войне против Французов в 1812, 1813 и 1814 годах» и «За Тунлинский перевал 17-23 Февраля 1905 года» и «1700-1900». Георгиевское знамя пожаловано 14 января 1907 года. Первая надпись пожалована в 1833 году 3-му батальону Выборгского полка, образовавшемуся из 1-го батальона 45-го егерского полка, вместо знаков «За отличие», присвоенных 45-му егерскому полку за войну с Францией. На скобе знамени 2-го батальона надпись: «1814 г., 45-му егерскому полку, за отличие в войне против французов 1812, 1813 и 1814 гг.».

При знамени имеются:
- Лента ордена Черного Орла, пожалованные 18 декабря 1888 года шефом полка Императором Германским Вильгельмом II.
- Александровская юбилейная лента. Высочайший приказ от 25.07.1900 г.
- Серебряные трубы с надписью: «За взятие Берлина в 1760 году». Пожалованы Выборгскому полку 28.09.1760 г.

## В полку состояли
- 1904 г. — из Владимирского пехотного училища в полк выпущен подпоручиком А. П. Кутепов.